# Примаковские чтения
Примако́вские чтения (англ. Primakov Readings) — крупный ежегодный международный форум экспертов в области мировой экономики и международных отношений, дипломатов и политиков, носящий имя учёного и государственного деятеля академика Е. М. Примакова и проводящийся в Москве. Организатор — Национальный исследовательский Институт мировой экономики и международных отношений имени Е. М. Примакова РАН.

## Общая информация
В центре внимания конференции — сценарии развития международных отношений, вызовы в сфере международной безопасности и новые модели взаимодействия государств, корпораций и других субъектов.
Цель мероприятия — создание в России регулярно действующей международной дискуссионной площадки для обсуждения проблем мировой экономики, политики и международной безопасности с участием ведущих представителей российских и зарубежных научно-исследовательских и экспертно-аналитических центров.
Форум «мозговых центров» Примаковские чтения призван:
- интенсифицировать диалог между ведущими специалистами из разных стран и регионов;
- обсудить подходы к решению глобальных и региональных проблем;
- содействовать активизации взаимодействия по «второму треку».

## Конференции

### Примаковские чтения 2015
29 октября 2015 г. в Центре международной торговли (г. Москва) прошли первые Примаковские чтения. Мероприятие было посвящено памяти выдающегося политика и учёного Евгения Максимовича Примакова, ушедшего из жизни в июне того года, и приурочено ко дню его рождения.
Друзья и коллеги вспомнили о совместной работе и оценили вклад Евгения Примакова в российскую политику, журналистику и научную деятельность.

### Примаковские чтения 2016
Тема «Примаковских чтений» 2016 года — «Кризис миропорядка: ответы экспертного сообщества». Программа.
Чтения проходили в трёхдневном формате с 28 по 30 ноября в Москве, в Центре Международной Торговли и состояли из двух мероприятий: Международной конференции научно-исследовательских центров на тему «Кризис миропорядка: ответы экспертного сообщества» (28-29 ноября) и заседания форума «Примаковские чтения» (30 ноября). В мероприятии приняли участие представители органов государственной власти, ведущие российские и иностранные экономисты, политологи, дипломаты, выдающиеся общественные деятели.
В ходе форума обсуждался кризис современного миропорядка и текущая ситуация в различных регионах мира. Были рассмотрены пути развития и практического применения идейного наследия академика Е. М. Примакова.
Первый день форума был посвящён региональным проблемам международных отношений и вызовам международной безопасности — на Ближнем Востоке в Азиатско-Тихоокеанском регионе, а также тенденциям развития мировой экономики и перспективам в ней для России. Открывали конференцию Председатель Оргкомитета, Помощник Президента Российской Федерации Ю. В. Ушаков и директор Национального исследовательского института мировой экономики и международных отношений имени Е. М. Примакова Российской академии наук академик Александр Александрович Дынкин.
Второй день форума был посвящён тенденциям развития современного миропорядка и кризисным трендам в сфере международной безопасности. В ходе мероприятия проводились тематические сессии, презентации и выступления представителей экспертного сообщества, а также дипломатических и политических кругов, включая заместителя Министра иностранных дел России С. А. Рябкова и председателя Комитета по международным делам Совета Федерации России К. И. Косачева.
В ходе третьего дня конференции состоялось выступление Президента России В. В. Путина. Президент поделился своими воспоминаниями о Евгении Максимовиче, а также выразил надежду на дальнейшее применение и развитие идей этого выдающегося политика и учёного.
Своими воспоминаниями о Евгении Максимовиче Примакове также поделилась Председатель Совета Федерации Федерального Собрания Российской Федерации Валентина Матвиенко, и Министр иностранных дел Российской Федерации Сергей Лавров, который вспоминал дипломатическую деятельность Евгения Максимовича.
На форуме выступили Председатель Оргкомитета, Помощник Президента Российской Федерации Юрий Ушаков, директор Службы внешней разведки Российской Федерации Сергей Нарышкин, бывший Министр иностранных дел Италии Ламберто Дини, президент Российской академии наук Владимир Фортов, бывший Министр иностранных дел Египта и Генеральный секретарь Лиги арабских государств Амр Муса, бывший президент Северной Осетии Александр Дзасохов, президент Торгово-промышленной палаты Российской Федерации Сергей Катырин.

### Примаковские чтения 2017

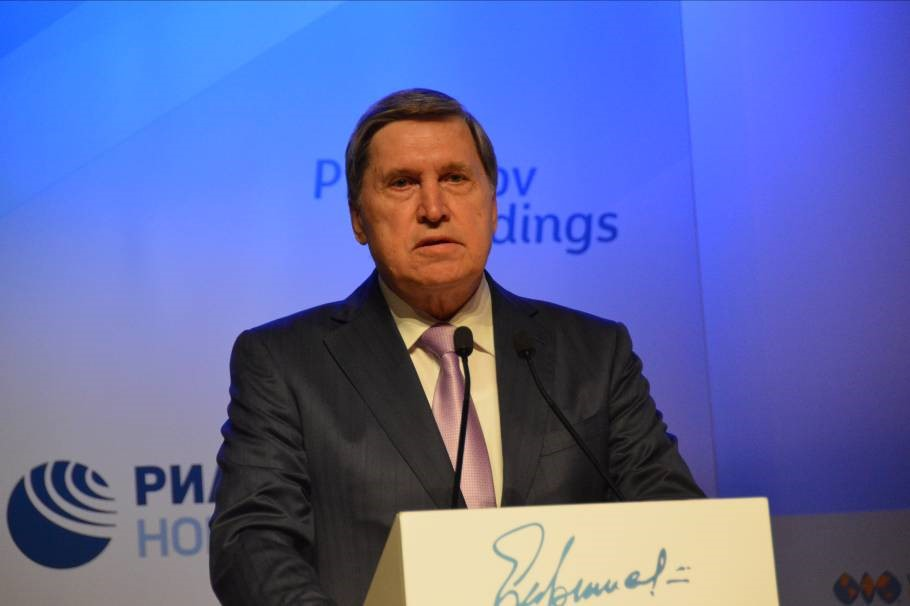
Выступление Ю. В. Ушакова на Примаковских чтениях 2017

Тема международно-экспертного форума 2017 г. (29-30 июня 2017 г. Центр международной торговли, г. Москва) — «Мир в 2035 году». Программа.
В 2017 г. Примаковские чтения получили широкий резонанс не только в России, но и за рубежом. Форум посетили более 500 российских и 80 иностранных гостей (291 представитель научных организаций), а также 231 представитель прессы. По итогам мероприятия Примаковские чтения были освещены более чем в 70 крупных российских и в 10 зарубежных СМИ, во время мероприятия телевизионные, печатные и интернет издания взяли более 20 интервью у ключевых спикеров.
Первый день мероприятия начался с приветственных слов организаторов Примаковских чтений. К участникам обратились Помощник Президента Российской Федерации Ю. В. Ушаков, который также зачитал приветственное слово от Президента Российской Федерации В. В. Путина, Председатель совета директоров Центра международной торговли, Президент ТПП РФ С. Н. Катырин и Президент ИМЭМО им. Е. М. Примакова РАН академик А. А. Дынкин. В ходе тематических сессий, эксперты выступали на панели по Российско-американским отношениям при модерации заместителя Министра иностранных дел РФ С. А. Рябкова. В частности, Ричард Берт — глава делегации США на переговорах по СНВ-1, старший советник президента США по вопросам сокращения ядерного оружия и стратегического вооружения, Косачев К. И. — председатель Комитета Совета Федерации по международным делам, С. М. Рогов — академик, научный руководитель Института США и Канады РАН, специалист по вопросам сокращения ядерного оружия и стратегического вооружения, член-корр. РАН Ф. Г. Войтоловский — директор ИМЭМО и др.

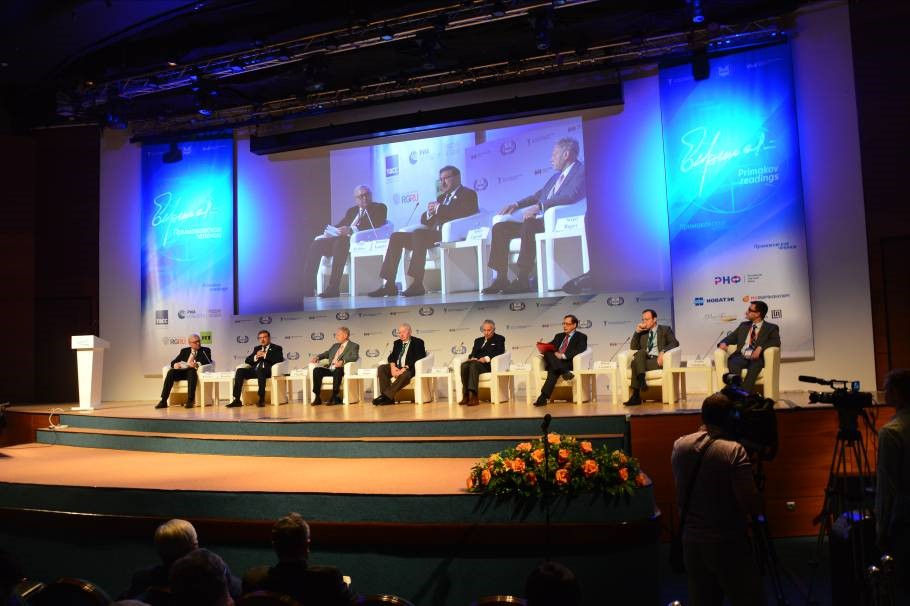
Первая сессия Примаковских чтений 2017. «Россия и США — ограниченная конфронтация или потенциальное партнерство?»

Вторая сессия Примаковских чтений 2017 коснулась международного сотрудничества в Индо-Тихоокеанском регионе. Основным партнёром в её проведении стал крупнейший «мозговой центр» по общественным наукам в Индии — Observer Research Foundation. В сессии выступили выдающиеся специалисты по региону: Нандан Уникришнан — вице-президент Фонда, один из ведущих индийских экспертов по вопросам постсоветского пространства и российско-индийских отношений, Син Ын — бывший посол, президент Института национальной стратегии безопасности (INSS) и др.
Третья сессия освещала потенциал возникновения нового экономического ландшафта в Евразии. Модератором выступил Синго Ямагами — японский выдающийся государственный деятель, в данный момент возглавляющий Институт международных отношений; Гуань Гухай — специалист по современным Российско-китайским отношениям, ведущий консультант в ряде министерств КНР и др.

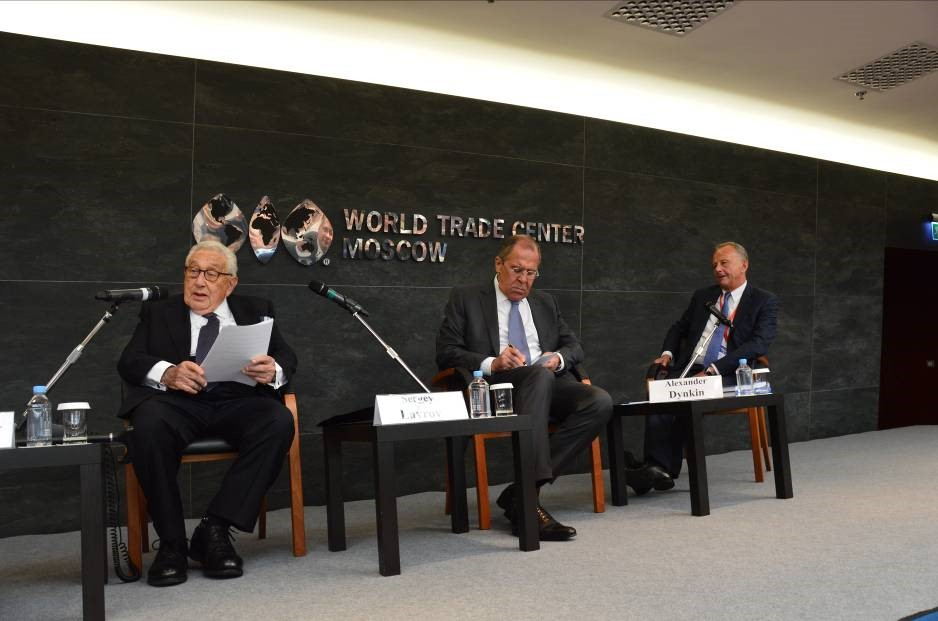
Специальная сессия Примаковских чтений 2017. Выступление бывшего государственного секретаря Соединенных Штатов Г. Киссинджера

Завершала первый день сессия по международному терроризму, модерировал которую Роберт Легвольд — заслуженный советолог США, один из лидеров Евроатлантической инициативы в области безопасности. На сессии выступали выдающиеся мировые эксперты: В. В. Наумкин — советник специального посланника ООН по Сирии Стаффана де Мистура и Алекс Шмид — главный редактор крупнейшего научного онлайн-журнала «Перспективы борьбы с терроризмом» и др.
Второй день Международного форума «Примаковские чтения» открыла специальная сессия, в ходе которой выступили Министр иностранных дел Российской Федерации Сергей Лавров и бывший государственный секретарь Соединённых Штатов Америки Генри Киссинджер. Они представили своё видение развития российско-американских отношений и мировой геополитики в целом, а также выразили надежду на скорое решение острых вопросов, возобновление диалога и тесного сотрудничества.
В ходе тематических панелей эксперты обсудили отношения России и ЕС, Украинский кризис, а также новую технологическую революцию. Завершился Международный научно-экспертный форум «Примаковские чтения» 2017 выступлением Председателя Совета фонда «Центр стратегических разработок» А. Л. Кудрина.

### Примаковские чтения 2018
Темой Примаковских чтений в 2018 г. стали «Риски нестабильного миропорядка». В фокусе внимания участников форума оказались сценарии трансформации системы международных отношений, перспективы развития нового миропорядка и его стабилизации, а также важнейшие вызовы и риски региональной и глобальной безопасности. Программа
В Чтениях 2018 г. приняли участие 65 ведущих зарубежных экспертов из 22 стран и более 600 представителей российского научно-экспертного сообщества, органов государственной власти, политических и деловых кругов, более 200 представителей СМИ. Чтения получили широкий общественный и зарубежный резонанс: было взято 38 интервью, с охватом более 30 млн. пользователей, а в первую неделю после мероприятия в прессе насчитывалось 1668 сообщений о «Примаковских чтениях».

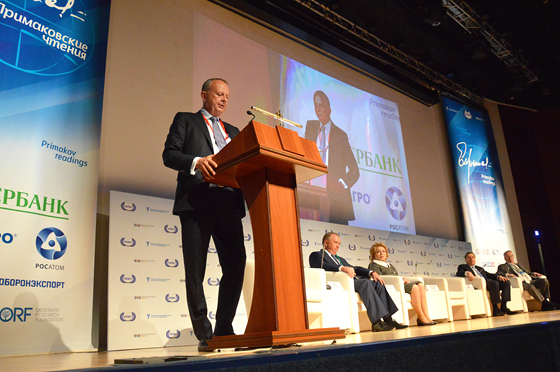
А.А. Дынкин на открытии Примаковских чтений 2018

На торжественном открытии, с обращениями к участникам мероприятия выступили Помощник Президента Российской Федерации Ю.В. Ушаков, Председатель Совета Федерации Федерального Собрания Российской Федерации В.И. Матвиенко, член Совета Государственной Думы Российской Федерации, Руководитель фракции ЛДПР В.В. Жириновский, Председатель совета директоров Центра международной торговли, Президент ТПП РФ С.Н. Катырин и Президент ИМЭМО им. Е.М. Примакова РАН академик А.А. Дынкин. Президент Российской Федерации В.В. Путин направил приветствие организаторам и участникам международного научно-экспертного форума, в котором дал высокую оценку Примаковским чтениям. Подробное описание открытия (недоступная ссылка)
Первая сессия «Новая биполярность» – миф или реальность?», затронула проблематику кризиса наднациональных и международных институтов, а также уместности самого понятия «биполярности» в современных международных отношениях.
Модерировал сессию А.В. Грушко – Заместитель Министра иностранных дел Российской Федерации. На сессии выступили: В. Шюссель, Т. Грэм, Я. Чен, С. Джоши, Ф.Г. Войтоловский. Подробное описание сессии (недоступная ссылка)

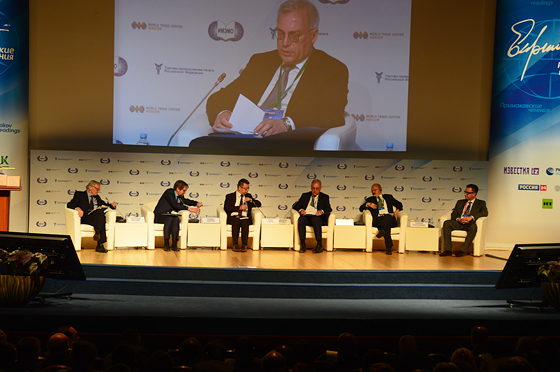
Панельная сессия «Новая биполярность» – миф или реальность?» на Примаковских чтениях 2018

Вторая сессия - «Инфраструктурное соперничество в Индо-Тихоокеанском регионе: на суше и на море» подняла вопросы жесточайшей конкуренции мировых держав за торговые пути, порты, и природные ресурсы в Индо-Тихоокеанском регионе, наличие там целого ряда ядерных и пороговых государств, и соответственно сложность существования «малых» стран, вынужденных лавировать между политическими и экономическими интересам более крупных игроков. Одной из ключевых и наиболее проблемных задач участники сочли поиск общих основ и установление институциональных рамок режима торговли в регионе, в условиях столкновения интересов основных игроков.
Модерировал сессию А.В. Торкунов – Ректор МГИМО МИД России. На сессии выступили: Р. Мэннинг, Г. Гуйхай, Н. Унникришнан, Н. Симотомаи, Н.Х. Дык , В.В. Михеев. Подробное описание сессии (недоступная ссылка)

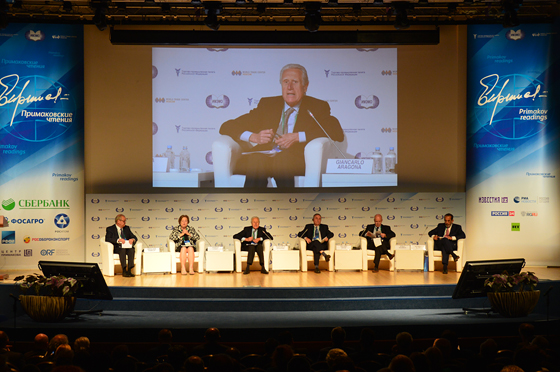
Панельная сессия «Новая «Большая игра» на Ближнем Востоке» на Примаковских чтениях 2018

Третья сессия - «Новая «Большая игра» на Ближнем Востоке» - осветила вопросы увеличения количества игроков в регионе (государственных и негосударственных), отхода от «биполярного» видения раздела сфер влияния в экономике, развития терроризма, как формы бизнеса, нераспространения ядерного оружия, политизации религии.
Модерировал сессию Д. Арагона – Научный руководитель Института международных политических исследований (Италия). На сессии выступили: А.Х. Камилов, А. Стент, Ш. Бром, В.В. Наумкин. Подробное описание сессии (недоступная ссылка)
В ходе дискуссии четвертой сессии - «Украинский кризис: в поисках стратегии выхода», большинство участников согласились с безальтернативностью Минских соглашений, а также с заявленной Москвой необходимостью преодолевать отчуждение, которое искусственно нагнетается в отношениях России и Украины. И российские и западные эксперты сошлись на необходимости миротворческой операции, в первую очередь, с целью прекращения насилия в регионе.
Модерировал сессию А.А. Дынкин – Президент ИМЭМО им. Е.М. Примакова РАН. На сессии выступили: А.О. Чубарьян, Р. Крумм, К.И. Косачев, А. Хуг, К. Дейл, В.И. Трубников. Подробное описание сессии (недоступная ссылка)

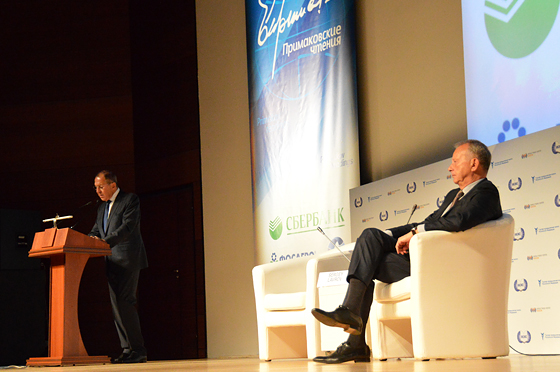
Выступление С.В. Лаврова на Примаковских чтениях 2018

Второй день форума открыл своим выступлением Министр иностранных дел Российской Федерации С.В. Лавров, затронувший тему обострения международных противоречий и сужения пространства конструктивного сотрудничества между странами и, следовательно, рисков неконтролируемой эскалации. Подробное описание выступления (недоступная ссылка)
Пятая сессия - «Есть ли будущее у системы контроля над вооружениями?» расширила традиционное понимание тематики, осветив также вызовы киберпространства и появления гиперзвукового и высокоточного оружия, затронув философский вопрос, может ли в многополюсном мире существовать режим контроля над вооружениями вообще.
Модерировал сессию Ф.А. Лукьянов – Председатель Президиума Совета по внешней и оборонной политике РФ, главный редактор журнала “Россия в глобальной политике”. На сессии выступили: Р. Берт, А.Г. Арбатов, П. Леллуш, Р. Суд, С.М. Рогов. Подробное описание сессии (недоступная ссылка)
Шестая сессия - «Россия и ЕС – взаимозависимость или конфронтация» раскрыла неблагоприятные аспекты ухудшающихся отношений стран-партнеров, отмеченные всеми экспертами. Эксперты отметили небывалый кризис доверия и в связи с этим, разворот России на Восток. Но также выразили надежду на более прагматичный подход европейского бизнеса, который позволит отделить экономические выгоды от политических процессов.
Модерировал сессию В. Ишингер – Председатель Мюнхенской конференции по безопасности. На сессии выступили: П. Магри, Т. Гомар, А.В. Кузнецов, К. Мартен, С.А. Афонцев. Подробное описание сессии (недоступная ссылка)
Седьмая сессия - «Технологии, меняющие общество: просторы и пределы» осветила вопросы роли государства и рынка в современных развитых обществах, коснулась проблем ресурсной катастрофы, коммуникационного разрыва, роста взаимозависимости стран в сфере современных технологий, гарантий государства на покрытие рисков разработки узко-направленных технологий.
Модерировал сессию А.А. Фурсенко – помощник Президента РФ. На сессии выступили: М. Барроуз, С. Джоши, Н. Танака, М.М. Котюков, М.В. Ковальчук. Подробное описание сессии (недоступная ссылка)
На Специальной сессии - «Будущее экономики России», выступил Председатель Счетной палаты Российской Федерации А.Л. Кудрин. Он затронул проблемы выполнения указов Президента, прогнозирования развития экономики России, демографической ситуации в стране, инвестиционного рынка, развития образования, здравоохранения, обеспечения цифровизации и ослабления регуляторной нагрузки на бизнес, реформы госуправления. Подробное описание сессии (недоступная ссылка)

### Примаковские чтения 2019

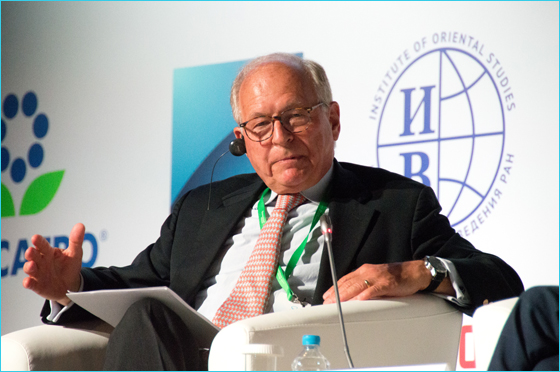
Выступление В. Ишингера на второй сессии Примаковских чтений 2019

V Примаковские чтения прошли в год 90-летия со дня рождения Е.М. Примакова. Накануне, 16 февраля 2019 г., на полях Мюнхенской конференции по безопасности состоялся круглый стол «Примаковских чтений» – «Россия, Запад и остальной мир», который был посвящен осмыслению вызовов и угроз, стоящих перед современным миром. На круглом столе выступили Министр иностранных дел России С.В. Лавров, Председатель Комитета по международным делам Совета Федерации К.И. Косачев, директора ведущих мировых экспертных центров (Think Tanks) из России, Германии, Италии, Индии, США, Франции.
В Примаковских чтениях 2019 приняли участие более 80 ведущих зарубежных экспертов из 32 стран и более 600 представителей российского научно-экспертного сообщества, органов государственной власти, политических и деловых кругов. Программа
Торжественное открытие форума. С обращениями к участникам мероприятия выступили помощник Президента Российской Федерации, председатель

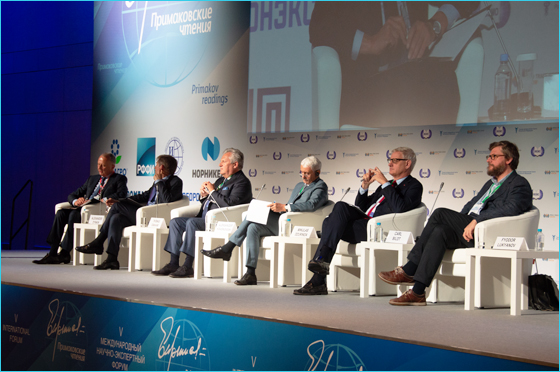
Первая сессия Примаковских чтений 2019

Оргкомитета международного научно-экспертного форума «Примаковские чтения» Ю.В. Ушаков, президент ТПП РФ С.Н. Катырин и президент ИМЭМО им. Е.М. Примакова РАН академик А.А. Дынкин. Президент Российской Федерации Владимир Путин направил приветствие организаторам и участникам форума.
Сессия 1  «Отступление западного либерализма и новое противоборство великих держав». Модератор сессии – А.A. Дынкин. Спикеры: Т. Грэм, А. Квасьневский, М. Дзуринда, К. Бильдт, Ф. Лукьянов.
Сессия 2  Специальная сессия, организованная в сотрудничестве с Председателем Мюнхенской конференции по безопасности Вольфгангом Ишингером: «ЕС как глобальный стратегический игрок: становление субъектности?». Модератор сессии – В. Ишингер. Спикеры: Н. Точчи, П. Леллуш, Р. Крумм, М. Барроуз, Р. Нюберг, А. Загорский.
Сессия 3  Специальная сессия, посвященная 200-летию Института востоковедения РАН: «Ближний Восток – путь к стабильности: риски и возможности». Модератор сессии – В. Наумкин. Спикеры: Й.Р. Хильтерманн, Р. Гранжан, Х. Аббасси, С.М.К. Саджадпур, С. Чарап, И. Звягельская.
Сессия 4  «Азиатско-Тихоокеанский регион: перспективы роста и рост противоречий». Модератор сессии – А. Торкунов. Спикеры: Я. Чен, Р. Дейли, В. Михеев, Н. Симотомаи, Х.Ч. Хо, А. Панов.

Выступление А.Г. Силуанова на специальной сессии Примаковских чтений 2019

Выступление Министра иностранных дел Российской Федерации Сергея Лаврова.
Сессия 5  «Новая «холодная война» – далеко ли до оттепели?». Модератор сессии – А. Грушко. Спикеры: А. Стент, С.Р. Мохан, Г. Гуйхай, М. Рожански, Ф. Войтоловский.
Сессия 6  «Мир без правил: конец системы контроля над вооружениями?». Модератор сессии – С. Рябков. Спикеры: С. Рогов, У. Поттер, Р. Суд, М. Кофман, А. Арбатов.
Сессия 7 Специальная сессия, организованная в сотрудничестве c РФФИ: «Разделенные общества в разделенном мире: ценности, идентичности, образы будущего». Модератор сессии – И. Семененко. Спикеры: О. Гаман-Голутвина, Ч. Шухуа, А. Ломанов, Х. Зайпель, А. Громыко, С. Джоши.
Специальная сессия, посвященная экономике России. Модератор сессии – А. Дынкин. Спикер: А. Силуанов.

### Примаковские чтения в Ереване 2019

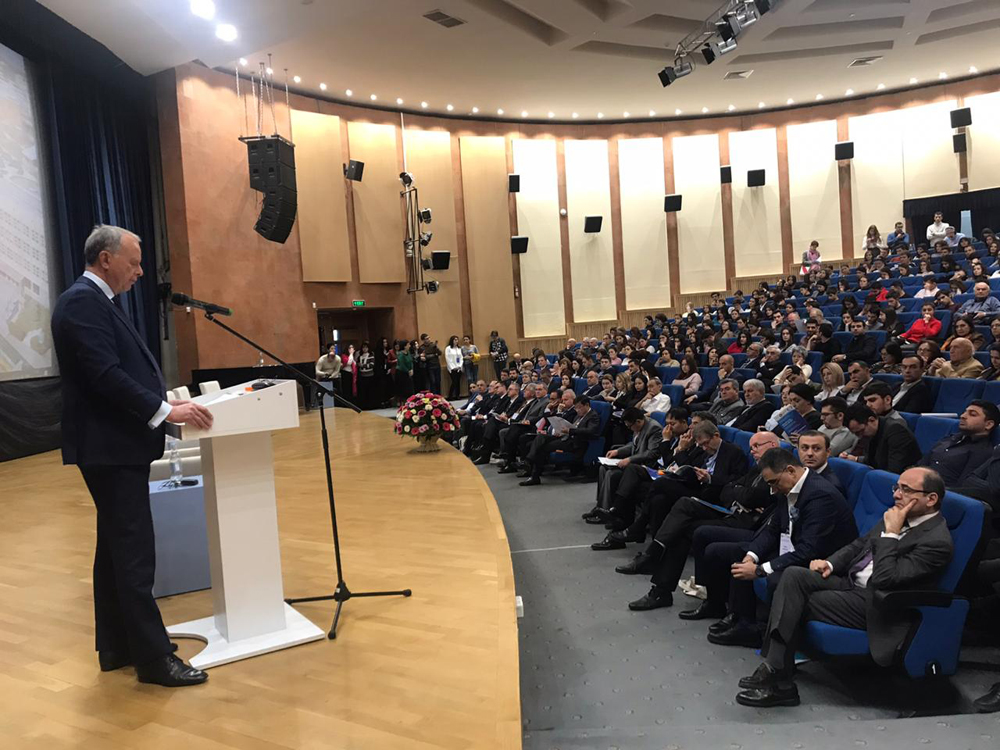
Выступление А.А. Дынкина на Примаковских чтениях в Ереване 2019

22-23 ноября 2019 года в Ереване в сотрудничестве с Российско-Армянским университетом (РАУ) прошла международная конференция «Примаковские чтения в Ереване».
Тема конференции – «Армения в глобальном контексте». На повестке дня – вопросы региональной архитектуры безопасности и роль Армении в региональном и глобальном контексте международной политики. Программа
Участники конференции обсудили главные вызовы безопасности в регионе, роль крупных держав в сохранении баланса в регионе, а также внешнеполитическую стратегию Армении, в том числе новые аспекты, связанные с Бархатной революцией, произошедшей в апреле 2018 года. Среди тем конференции – взаимоотношения с Россией и стратегическое партнерство между странами в регионе.
С приветственным словом к участникам конференции обратился Министр иностранных дел Российской Федерации Сергей Лавров, ректор Российско-Армянского университета Армен Дарбинян, президент ИМЭМО РАН Александр Дынкин и Секретарь Совета безопасности Республики Армения Армен Григорян.
Среди спикеров конференции: президент ИМЭМО РАН академик РАН А.А. Дынкин, ректор РАУ А.Р. Дарбинян, директор ИМЭМО РАН член-корреспондент РАН Ф.Г. Войтоловский, член Дирекции ИМЭМО РАН, генерал армии, Чрезвычайный и Полномочный Посол РФ В.И. Трубников, руководитель Центра постсоветских исследований ИМЭМО РАН Э.Г. Соловьев, руководитель Центра ситуационного анализа ИМЭМО РАН И.Я. Кобринская, профессор Йельского университета и исполнительный директор Kissinger Associates Томас Грэм, бывший Посол Финляндии в России Рене Нюберг, французский политический деятель Пьер Леллуш, эксперты из Армении, России и Китая.

### Примаковские чтения 2020

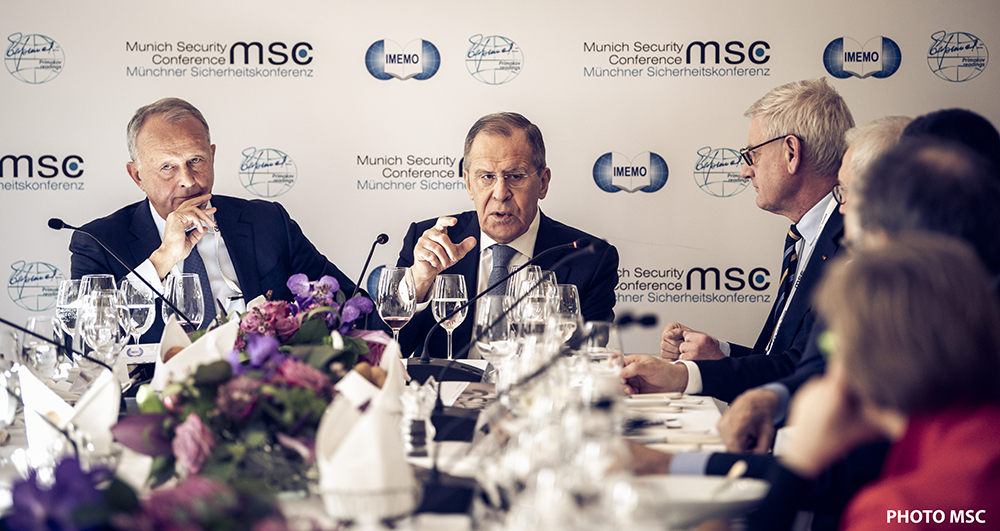
Международный круглый стол ИМЭМО РАН и форума «Примаковские чтения» на Мюнхенской конференции по безопасности 2020

15 февраля на «полях» 56-й Мюнхенской конференции по безопасности Национальный исследовательский институт мировой экономики и международных отношений им. Е.М. Примакова РАН (ИМЭМО РАН) и форум «Примаковские чтения» второй год подряд провели международный круглый стол «Приоритеты внешней политики России в эпоху нового противоборства великих держав» (Russian Foreign Policy Choices in the New Era of Great Power Competition).
Проведение шестых "Примаковских чтений" было запланировано на июнь 2020 года, однако, в связи с распространением коронавирусной инфекции в России и мире Организационный комитет форума принял решение перенести Чтения на 2021 год.

### Примаковские чтения онлайн 2020
"Примаковские чтения онлайн" - это совместный проект ИМЭМО им. Е.М. Примакова и информационной группы "Интерфакс". В рамках проекта на площадке агентства прошла серия онлайн-встреч экспертов, политических и общественных деятелей, на которых обсуждались актуальные проблемы международных отношений и мировой экономики в период пандемического кризиса. Тема онлайн Чтений - "Россия и постковидный мир". Проект был реализован при поддержке ТПП РФ, Фонда Горчакова и ЦМТ Москвы.
Модератором Форума выступил спецпредставитель Президента РФ по международному культурному сотрудничеству Михаил Ефимович Швыдкой. 10 июля 2020 года прошла специальная сессия "Примаковских чтений онлайн" с участием Министра иностранных дел России Сергея Викторовича Лаврова. 
Сессия 1: "Мировой порядок: структурная трансформация" (29.05.2020)
Сессия 2: Китай-США: есть ли угроза трансформации возникающей биполярности в холодную войну 2.0? (04.06.2020)
Сессия 3: Индия в фокусе интересов: Россия, США, Китай (11.06.2020)
Сессия 4: «ЕС нового поколения», стратегическая автономия: мифы или реальность? (18.06.2020)
Сессия 5: США в воронке кризисов: стратегические последствия (25.06.2020)
Сессия 6: Ближний Восток в современном мире: «у времени в плену» (02.07.2020)

## Интересные факты

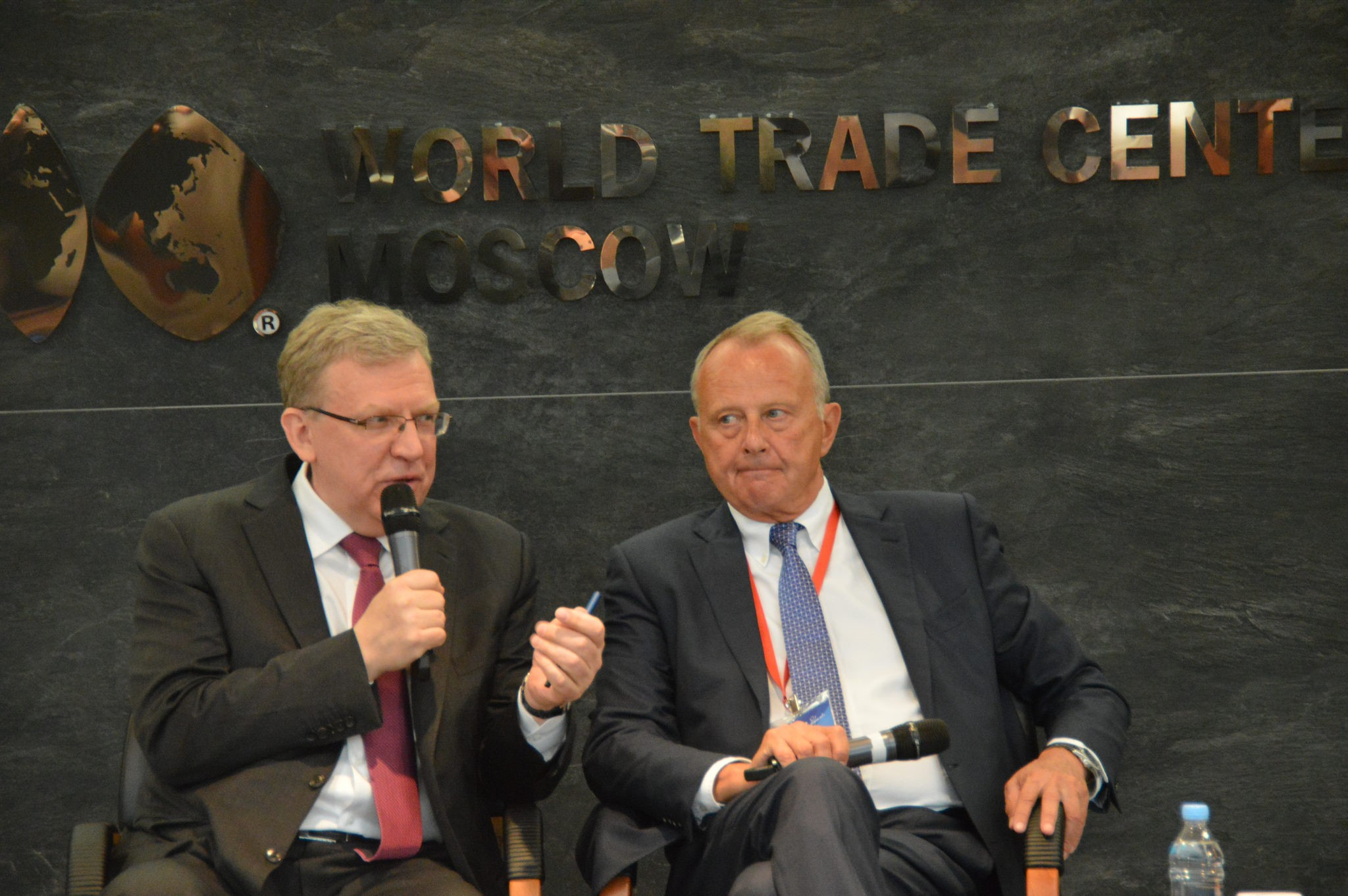
Выступление Председателя Совета фонда «Центр стратегических разработок» А. Л. Кудрина на Примаковских чтениях 2017

В мировом рейтинге экспертных институтов, или «мозговых центров», публикуемом Пенсильванским университетом, — 2017 Global Go To Think Tank Index Report — Форум «Примаковские чтения» занял 7-е место в списке 10-ти лучших конференций мира.
- 28 ноября 2016 года, в день начала работы Примаковских чтений 2016, в Москве по адресу Скатертный переулок дом 3 открыли мемориальную доску Евгению Примакову. В церемонии приняли участие председатель Комитета Совета Федерации по международным делам Константин Косачев и председатель Мосгордумы Алексей Шапошников. На открытии присутствовали представители федеральных и столичных органов власти, родственники и друзья Евгения Примакова.
- Ключевым событием первого дня Примаковских чтений 2017 стал рабочий ужин, в ходе которого состоялась Презентация прогностического исследования ИМЭМО РАН «Мир 2035. Глобальный прогноз — комплексный образ будущего».

## Партнёры
В 2016 г. мероприятие проводилось Национальным исследовательским Институтом мировой экономики и международных отношений имени Е. М. Примакова РАН при поддержке Российского научного фонда в рамках партнёрства с Программой «Экспертно-аналитические центры и гражданское общество» (The Think Tanks and Civil Societies Program) Университета Пенсильвании.
В 2017 г. Национальный исследовательский Институт мировой экономики и международных отношений имени Е. М. Примакова РАН организовал Примаковские чтения при содействии Российского научного фонда, Торгово-промышленной палаты Российской Федерации, Центра международной торговли и Центра внешнеполитического сотрудничества имени Е. М. Примакова. Международным партнёром ИМЭМО стал Observer Research Foundation (Индия).
В 2018 г. спонсорами выступили Сбербанк, Российский фонд фундаментальных исследований, Рособоронэкспорт, Росатом, Фосагро, Центр международной торговли, Центр Примакова, Торгово-промышленная палата РФ,  Observer Research Foundation (Индия).
В 2019 г. Примаковские чтения поддержали Российский фонд фундаментальных исследований, Рособоронэкспорт, Фосагро, Центр международной торговли, Центр Примакова, Торгово-промышленная палата РФ, Газпромбанк, Автотор, Норникель, Институт Востоковедения РАН.

## Видеозаписи выступлений

#### Примаковские чтения 2016
- I рабочее заседание // 28 ноября
- II рабочее заседание // 28 ноября
- III рабочее заседание // 28 ноября
- IV рабочее заседание // 29 ноября
- Третий день форума // 30 ноября

#### Примаковские чтения 2017
- Первая сессия // 29 июня
- Вторая сессия // 29 июня
- Третья сессия // 29 июня
- Четвёртая сессия // 29 июня
- Выступление С. В. Лаврова и Генри Киссинджера // 30 июня
- Выступление Председателя Совета фонда «Центр стратегических разработок» А. Л. Кудрина // 30 июня
- Константин Иосифович Косачев о Примаковских чтениях — 2017 // 29 июня
- Андрей Николаевич Клепач о Примаковских чтениях — 2017 // 29 июня

#### Примаковские чтения 2019
Запись трансляции - 1 день
Запись трансляции - 2 день

#### Примаковские чтения в Ереване 2019
Запись трансляции

#### Примаковские чтения онлайн 2020
Сессия 1: "Мировой порядок: структурная трансформация" (29.05.2020)
Сессия 2: Китай-США: есть ли угроза трансформации возникающей биполярности в холодную войну 2.0? (04.06.2020)
Сессия 3: Индия в фокусе интересов: Россия, США, Китай (11.06.2020)
Сессия 4: «ЕС нового поколения», стратегическая автономия: мифы или реальность? (18.06.2020)
Сессия 5: США в воронке кризисов: стратегические последствия (25.06.2020)
Сессия 6: Ближний Восток в современном мире: «у времени в плену» (02.07.2020)
Специальная сессия с участием Министра Иностранных дел России С.В. Лаврова (10.07.2020)

## СМИ о Примаковских чтениях

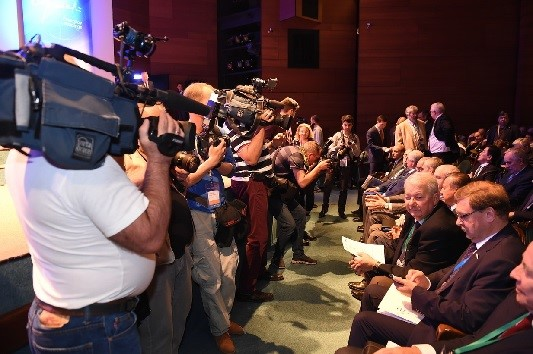
Примаковские чтения 2017.jpg

1. В Москве открылся трёхдневный международный форум памяти Евгения Примакова // 1tv.ru, 28.11.2016
2. «Примаковские чтения» и мемориальная доска: память о политике и дипломате // vesti.ru, 28.11.2016
3. Путин: богатое наследие Примакова современно и актуально // ТАСС, 29.10.2015
4. Примаков в первом чтении // Российская газета, 29.11.2015
5. Прошли первые «Примаковские чтения» // Российская Академия Наук, 30.10.2015
6. Выступление Министра иностранных дел С. В. Лаврова на Международном Форуме «Примаковские чтения», Москва, 30 ноября 2016 года // Министерство иностранных дел Российской Федерации, 30.11.2016
7. Президент Курчатовского института рассказал, что Россия готова предложить мировому сообществу // ren.tv, 28.11.2016
8. На Примаковских чтениях говорили о перспективах победы над ИГИЛ // mk.ru, 28.11.2016
9. Участники «Примаковских чтений» обсудили нормы международной безопасности // Центр Международной Торговли, 29.11.2016
10. Владимир Путин выступил на заседании Международного форума «Примаковские чтения» // Президент России, 30.11.2016
11. В. Матвиенко приняла участие в первом заседании Международного форума «Примаковские чтения» // Совет Федерации Федерального Собрания Российской Фередации, 30.11.2016
12. Главной темой Примаковских чтений 2017 станет «Мир в 2035 году» // ТАСС, 20.06.2017
13. На «Примаковские чтения» в Москву приехали гости из 20 стран // ntv.ru, 29.06.2017
14. Мир в 2035 году и отношения России и США в центре внимания форума «Примаковские чтения» // 1tv.ru, 29.06.2017
15. Член-корреспондент РАН: события 2035 года не предсказать, но можно выделить долгосрочные тренды // vesti.ru, 29.06.2017
16. Примакова не хватает не только в России, но и в мире // Российская газета, 26.06.2017
17. Предсказанному верить // Российская газета, 28.06.2017
18. [rueconomics.ru/257355-putin-primakovskie-chteniya-pomogut-preodoleniyu-globalnyh-raznoglasii#from_copy Путин: «Примаковские чтения» помогут преодолению глобальных разногласий] // Экономика сегодня, 29.06.2017
19. НАСЛЕДИЕ ПРИМАКОВА: Президент России Владимир Путин направил приветствие участникам и гостям Форума // Центр Международной Торговли, 29.06.2017
20. Киссинджер: у РФ и США есть все возможности для прогресса в отношениях // ТАСС, 30.06.2017
21. Оценка мировой ситуации от политических тяжеловесов — форум «Примаковские чтения» в Москве // 1tv.ru, 30.06.2017
22. «Примаковские чтения — 2017»: «Мир в 2035 году» // Журнал «Международная жизнь», 29.06.2017
23. Сергей Лавров и Генри Киссинджер выступили с важными заявлениями на форуме «Примаковские чтения» в Москве // 1tv.ru, 30.06.2017
24. Эксперты «Примаковских чтений» определяют вид мира 2035 года // vesti.ru, 30.06.2017
25. Интервью Вольфганга Ишингера на Примаковских чтениях — 2017 // Коммерсант.ru, 06.07.2017
26. Честно, по-примаковски // Российская газета, 28.05.2018
27. В Москве пройдет научно-экспертный форум "Примаковские чтения" // РИА Новости, 29.05.2018
28. Научно-экспертный форум "Примаковские чтения" пройдет в Москве // Прайм, 29.05.2018
29. Путин направил приветствие участникам форума «Примаковские чтения» // Regnum, 29.05.2018
30. "Примаковские чтения" стали важным местом дискуссий, заявил Путин // РИА Новости, 29.05.2018
31. Федор Войтоловский: эксперты на "Примаковских чтениях" могут обсудить проблемы, о которых молчат дипломаты // Вести.ru, 29.05.2018
32. «Это не холодная война, а глубокий кризис отношений» // Известия, 29.05.2018
33. «Примаковские чтения» и риски современности: кто навязывает миру американский футбол // МК, 29.05.2018
34. Матвиенко: нам не нужна война, но свои интересы и ценности Россия защитит // Комсомольская правда, 29.05.2018
35. Участники "Примаковских чтений" обсудили новый мировой порядок, Ближний Восток и Украину // ТАСС, 29.05.2018
36. «Примаковские чтения» собрали политиков и экспертов из 22 стран // НТВ, 29.05.2018
37. Лавров счел печальной модой слова премьера Украины об убийстве Бабченко // РБК, 30.05.2018
38. «Примаковские чтения» - 2018. День первый // Журнал «Международная жизнь», 30.05.2018
39. «Примаковские чтения-2018». День второй // Журнал «Международная жизнь», 31.05.2018
40. «Единственное, что остается,— это реализовать минские договоренности» // Коммерсант, 31.05.2018
41. V форум "Примаковские чтения" открывается в год 90-летия со дня рождения Евгения Примакова // ТАСС, 10.06.2019
42. Глава ИМЭМО РАН: "Примаковские чтения" вошли в ТОП-10 мировых форумов // ТАСС, 10.06.2019
43. Примаковские чтения: "А где европейская солидарность?" // Интерфакс, 11.06.2019
44. Примаковские чтения – 2019: есть ли альтернативы новой «холодной войне»? // Международная жизнь, 11.06.2019
45. «Примаковские чтения»: какие риски грозят миру после «потерянного года» // МК, 10.06.2019